# И возвращается ветер…
«И возвращается ветер…» — автобиографическое произведение советского диссидента и правозащитника Владимира Буковского, впервые опубликованное в 1978 году на русском языке в Нью-Йорке. В книге автор описывает свой жизненный путь и эволюцию убеждений, борьбу с советской репрессивной системой и личный опыт противостояния властям. Книга сочетает автобиографические истории с глубокими размышлениями о природе тоталитарного государства, роли личности в противостоянии несправедливости и психологии человека, живущего в несвободном обществе.
После обмена с высылкой за границу Буковский оказался без дохода и по заказу издательства за четыре месяца написал эту книгу. На русском языке она впервые была издана в 1978 году в Нью-Йорке. Книга была переведена на множество языков и стала широко известна за рубежом. Гонорар позволил автору оплатить учёбу в Кембридже. На родине автора автобиография распространялась в самиздате, а с 1990 года уже легально неоднократно переиздавалась.
Критики высоко оценили произведение за его мощное повествование о советской тюремной системе, сопротивлении политзаключённых и рассказ о карательной психиатрии. Книгу сравнивали с мемуарами других известных диссидентов и отмечали глубокую моральную рефлексию автора. Работа Буковского получила положительные отзывы от Рональда Рейгана, Виктора Некрасова, Владимира Кара-Мурзы, Дмитрия Травина, Григория Дашевского и других. Эта работа стала важным свидетельством эпохи и получила широкое признание как на Западе, так и на родине автора. Многие обозреватели подчеркивали актуальность книги для понимания уже современной России.

## Содержание
Книга не разделена на главы или разделы, а события и размышления автора излагаются в ней в свободной последовательности. Владимир Буковский описывает свой жизненный путь, начиная с пионерского детства, вплоть до 1976 года, когда он прямо из заключения был выслан из страны. Сам автор в одном из интервью заявил, что эта книга не о нём, а обо всей истории диссидентского движения. В книге «И возвращается ветер…» Буковский от первого лица описывает события зарождавшегося правозащитного движения в СССР, участником и свидетелем которого он был. Среди описываемых событий присутствуют Маяковские поэтические чтения, демонстрации и открытая борьба за освобождение политических заключённых, а также личный опыт противостояния властям, слежки КГБ, лагеря, тюрьмы и психбольницы.
Начиная с детских воспоминаний, Буковский рассказывает о своём взрослении в послевоенном СССР: об обстановке, в которой формировались его взгляды, и первых шагах на пути инакомыслия. Одной из важных вех в формировании ещё детских политических убеждений Буковского стала смерть Сталина, застав новость о которой, Владимир наблюдал, как быстро траур сменялся разговорами о сталинских репрессиях и их осуждением практически теми же людьми, кто ранее поддерживал руководителя страны. Будучи подростком, автор тяжело переживал подавление венгерского восстания 1956 года, после чего даже вступил в подпольную молодёжную «тайную организацию».
Больша́я часть текста посвящена участию Буковского в зарождающемся диссидентском движении: распространению самиздата, участию в подпольных политических объединениях, открытым акциям протеста и попыткам отстаивать свои права в рамках советской Конституции, об организации поэтических чтений у памятника Маяковскому и демонстрациях в защиту осужденных, общению с иностранными журналистами и борьбе за права заключённых уже будучи за решёткой. Буковский подробно описывает механизмы репрессий, включая фабрикацию обвинений и использование психиатрии для подавления инакомыслия, а также рассказывает о слежке, конспирации и психологии человека при тоталитаризме. В книге упоминаются и описываются, с отношением к ним автора, громкие события вроде процесса Синявского и Даниэля или «демонстрации семерых».

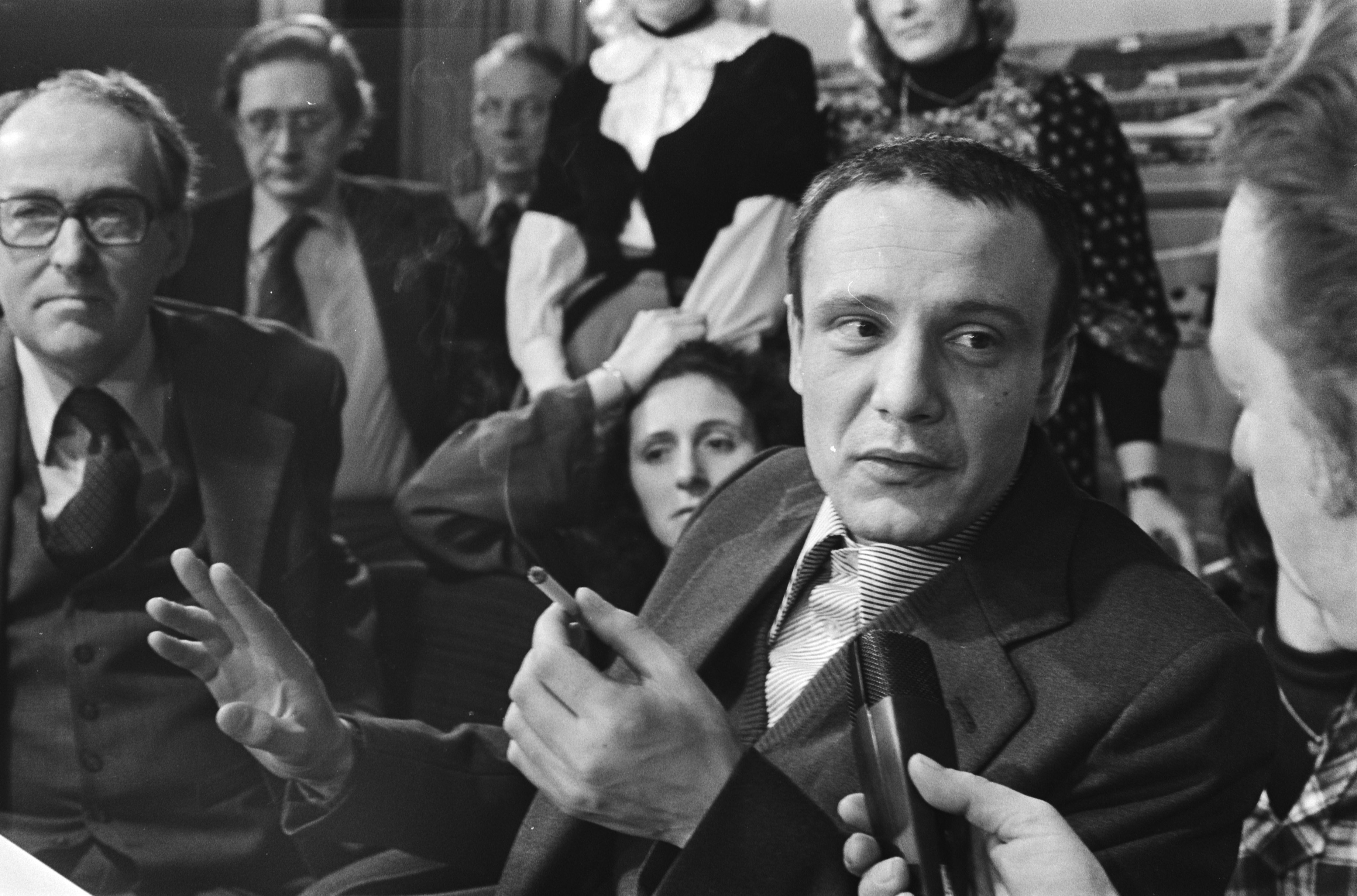
Владимир Буковский вскоре после обмена на пресс-конференции в Схипхоле, 15 января 1977 года

В тексте книги встречаются многие друзья и соратники Буковского: Александр Есенин-Вольпин, Юрий Галансков, Александр Гинзбург, Пётр Григоренко, Вадим Делоне, Эдуард Кузнецов, Валерий Тарсис, Виктор Хаустов, Пётр Якир и другие. Положительно автор отзывается об адвокатах Дине Каминской и Софье Каллистратовой, выступавших защитниками на процессах над диссидентами. Характеристик Буковского также удостоились психиатры Даниил Лунц, Георгий Морозов и Андрей Снежневский, известные своим участием в репрессивной психиатрии.
В книге автор в подробностях делится опытом жизни в тюрьмах, лагерях и психиатрических больницах, рассказывая о нечеловеческих условиях содержания и изощрённых методах наказаний и подавления личности от администраций таких учреждений. В частности, Буковский подробно описывает используемые во время его нахождения в психиатрических учреждениях методы наказания, называвшиеся «лечением возбудившихся»: уколы нейролептика аминазина, уколы сульфозина и плотными укрутками в мокрую материю, которая высыхая причиняла пациентам страдания вплоть до потери сознания или летального исхода, когда пациента забывали развязать.
Книга начинается и завершается воспоминаниями Буковского о его предстоящем обмене на лидера чилийских коммунистов Луиса Корвалана в 1976 году:
И пока мы ехали к зданию аэропорта, я не мог избавиться от странного ощущения, будто по чекистской оплошности провёз нечто очень дорогое, запретное, чего никак нельзя было выпускать из страны. Только никакой шмон не смог бы этого обнаружить.

## Создание и публикации
После обмена Буковский с семьёй оказались за границей без источников дохода. Освобождённому из заключения известному диссиденту поступило предложение от издательства написать книгу в сжатые сроки: на работу отводилось всего 4 месяца. В это время с Буковским подружился внук Уинстона Черчилля и предложил ему пожить в своём коттедже, чтобы его не отвлекали от работы и он успел написать книгу в срок. Рукопись создавалась по ночам и от руки; Буковский позже признавался, что так и не научился быстро работать на печатной машинке. Летними ночами во время работы над текстом Буковского посещала дикая чёрная кошка Генриетта, с которой он подружился и которую позже назвал своей музой, вдохновлявшей его на написание книги.
Название книги на русском языке Буковскому подсказал солагерник Иосиф Мешенер, оно отсылает к стиху из «Книги Екклесиаста» в синодальном переводе:
«Идёт ветер к югу, и переходит к северу, кружится, кружится на ходу своём, и возвращается ветер на круги свои» (Еккл. 1:6).
Однако название «И возвращается ветер…» помимо русскоязычного получили только итальянское и французское издания. На английском книга вышла под заголовком To Build a Castle (с англ. — «Построить замок»), его предложила Татьяна Литвинова. Стараясь занимать себя чем-то во время пребывания в карцерах, Буковский рисовал за́мки, пронося спрятанный за щекой кусочек карандашного грифеля. В своём воображении он строил замок, ставя своей целью продумать всю его конструкцию до мельчайших подробностей: от фундамента, до остроконечных башен. После освобождения Буковский на модели воссоздал из пластилина придуманный им замок, вылепив его, когда жил в коттедже внука Уинстона Черчилля. Там же Буковский и писал книгу. Доход от продаж произведения позволил автору оплатить обучение в Кембридже.
Размышляя о несостоятельности словосочетания «западная культура», Буковский в книге «Письма русского путешественника» приводит в пример подготовку к публикации «И возвращается ветер…» в 9 разных странах. Издатели из этих стран просили писателя об абсолютно разных сокращениях в его книге и автор начал опасаться, что при таком подходе получится 9 разных книг. Буковский связывает такой подход издателей с отражениями национальных характеров: «Одну и ту же главу, например, датчане предлагали выкинуть совсем, в то время как крупный итальянский журнал печатал целиком. Если французы хотели больше политических рассуждений — англичане и американцы предлагали их убрать; испанцы же советовали выкинуть все сколько-нибудь живые эпизоды, оставляя одну риторику». В конце концов все переводные издания вышли без структурных отличий от оригинального текста, хотя Буковский частично признавал правоту издателей, просивших об изменениях, полагая, что они лучше знают «нравы своей читающей публики».
Книга впервые была опубликована на русском языке в Нью-Йоркском эмигрантском издательстве «Хроника» в 1978 году, затем издавалась в других странах и была переведена на многие языки, но в СССР до 1990 года распространялась в самиздате.
На английском языке книга вышла в 1979 году в переводе Майкла Скаммелла в издательстве Viking Press. По словам переводчика, Буковский настаивал, чтобы при переводе он строго придерживался авторского текста без «сглаживания» чего-либо. На этой почве у Скаммелла и Буковского даже возникали споры, хотя во время работы над английским переводом они не встречались лично. Переводчик признавался, что пытался завоевать доверие Буковского, который, по его мнению, мог подумать, будто предлагаемые Скаммеллом стилистические изменения носят идеологический подтекст. Работая над текстом, переводчик обращался к автору за разъяснениями, особенно это касалось жаргона, который необходимо было проверять. Несмотря на незначительные разногласия во время работы над переводом, серьёзных конфликтов между Буковским и Скаммелом не было, а споры были вежливыми. Переводчик так обозначил свою мотивацию заняться этой книгой: 
…я был поражён его описанием того, что с ним сделали. И я на все сто процентов стремился сделать эту книгу и выпустить её в свет ради него и ради всех диссидентов.
Оригинальный текст (англ.)…I was stunned by his description of what had been done to him. And one hundred percent anxious to do this book and get it out for his sake and for all the dissidents’ sakes.

Историк, специалист по истории России и СССР Роберт М. Слассер посчитал, что переводчик успешно справился со своей задачей, несмотря на разговорный стиль Буковского с вкраплениями тюремных жаргонизмов, однако предупредил американских читателей быть готовыми столкнуться с рядом британских сленговых выражений.
Несчастна страна, где простая честность воспринимается в лучшем случае как героизм, в худшем — как психическое расстройство. В такой стране земля не родит хлеба. Горе тому народу, в котором иссякло чувство достоинства. Дети его родятся уродами. И если не найдётся в той стране, у того народа хотя бы горстки людей, да хоть бы и одного, чтобы взять на себя их общий грех, никогда уже не вернётся ветер на круги своя.
В разгар военного положения в Польше участники запрещённой организации «Солидарность» заручились разрешением автора издавать и распространять его книгу на польском языке подпольно. По словам Буковского, в разных воеводствах выходили разные издания его книги, так как в рамках конспирации у подпольной организации не было централизованности.
В 1990 году «И возвращается ветер…» была официально опубликована в СССР под одной обложкой со второй книгой Буковского — «Письмами русского путешественника».

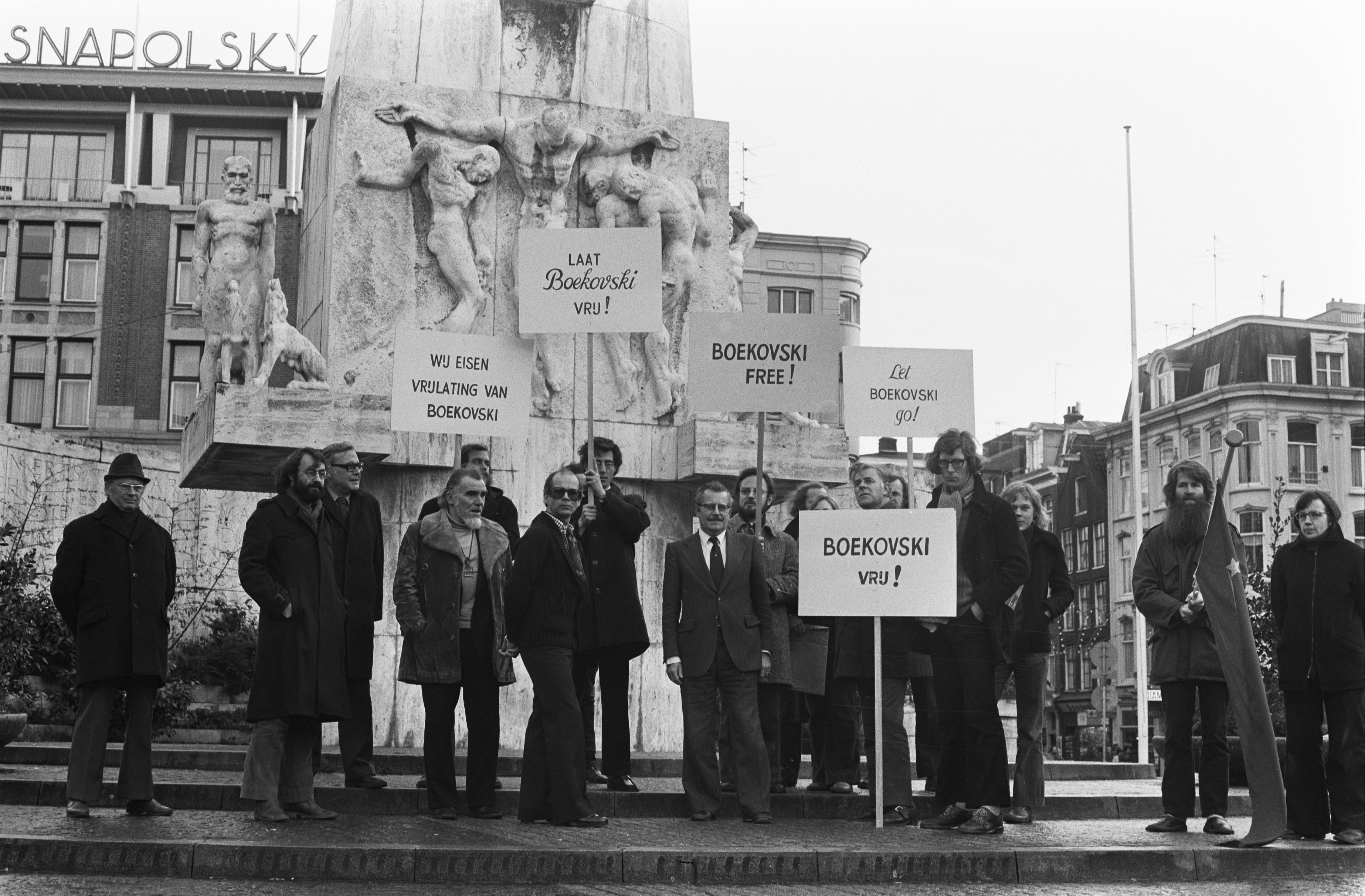
Январь 1975 года, амстердамская демонстрация за освобождение Буковского. Фрагмент этого фото использован в оформлении обложки издания 2024 года

Выход нового издания книги в издательстве «Захаров» в 2007 году совпал с началом президентской кампании Владимира Буковского к выборам 2008 года. Для этого издания Владимир Буковский в сентябре 2007 года написал предисловие, в которое включил немного видоизменённую фразу «Несчастна страна, где простая честность воспринимается в лучшем случае как героизм…», сочинённую им до этого специально для памятника жертвам политических репрессий в Санкт-Петербурге. В этом предисловии Буковский сформулировал своё отношение к политическому строю в России: «Общество не осознало ни своей свободы, ни своей ответственности, а получив гласность сверху, в качестве подарка, так и не знало, на что бы такое употребить её. Промучившись так с десяток лет, сами же и выбрали себе в правители привычных старых палачей, сразу же избавившись ото всех трудных вопросов». 
В 2024 году книга с авторским предисловием 2007 года была переиздана издательством «Альпина Паблишер». Это первое русскоязычное издание книги, вышедшее после смерти Буковского, оно содержит новые фотографии, предоставленные Элизабет Чайлдс, редактором Издательства Оксфордского университета. Ещё одна новая фотография в этом издании — из личного архива матери Буковского.

## Отзывы
Публикация книги известного советского диссидента широко освещалась и рецензировалась в западной прессе. Исследователь диссиденства Джошуа Рубенштейн в The New York Times находит описание жизни Буковского в его труде необычайным, считая, что эта книга — гораздо большее, чем тюремные мемуары. Рубенштейн сравнивает книгу Буковского с опубликованными до этого историями политических заключённых: книгами «Мои показания» Анатолия Марченко, «Репортаж из заповедника имени Берия» Валентина Мороза и «Дневниками» Эдуарда Кузнецова; в этих произведениях авторы среди прочего описывали постоянный голод и унижения заключённых, и рецензент по книге «И возвращается ветер…» делает вывод, что во времена Буковского политические заключённые начали организовывать сопротивление тюремным постановлениям, прибегая к голодовкам и гласности для давления на властей. Такие эпизоды сопротивления, по мнению Рубенштена, придают книге обнадёживающее качество, несмотря на описанные в ней унизительные истории об убийствах и членовредительстве. Один из ведущих мировых специалистов по России Эдвард Крэнкшоу в статье для The Observer назвал книгу удивительным рассказом о личной одиссее автора и панорамой советской жизни в тюрьме и на воле. Называя книгу шедевром Буковского, Крэнкшоу всё же делает предположение, что хронологическая структура повествования пошла бы тексту на пользу и могла бы произвести более острое впечатление на больший круг читателей. Литературный критик Клайв Джеймс в рецензии для The New York Review of Books ставит книгу Буковского, которую признаёт весьма значительной, рядом с «Крутым маршрутом» Евгении Гинзбург и «Моими показаниями» Анатолия Марченко. Рецензент называет «И возвращается ветер…» ещё одной главой в ужасающей истории советских политических репрессий. По оценке Джеймса, Буковский обладает способностью к моральной рефлексии, почти поднимающей его работу на уровень, занимаемый Надеждой Мандельштам и Александром Солженицыным.
Историк Роберт М. Слассер (Мичиганский университет) в колонке для The Baltimore Sun писал, что эта книга вызывает острый интерес как первоисточник, повествующий о великой духовной драме, разыгрывавшейся в современной ему Советской России. По оценке колумниста, Буковский написал «потрясающую, временами приводящую в восторг, а временами глубоко удручающую, но ни на секунду не скучную книгу». Бэрри Льюис из The Sydney Morning Herald назвал книгу ярким рассказом о борьбе за интеллектуальную свободу в России 60–70-х годов и потрясающей картиной советской тюремной жизни. По мнению обозревателя, большая часть книги читается как вдохновленное руководство по противоборству советской тюремной системе. Книга должна быть прочитана всеми неравнодушными к правам человека, пишет Льюис, и называет её памятником поколению русских диссидентов. Рецензия Сэнди Розенберг в The Charlotte Observer описывает книгу Буковского как яркую летопись жизни, имеющую отношение ко всем, и как пронзительный рассказ о зверствах советской власти: «Буковский рассказывает об унизительном чувстве несвободы, безнадёжности и бессилия, о бесправии». Albuquerque Journal назвал работу Буковского напряжённым эмоциональным описанием того, как советское правительство безуспешно пыталось сломить его волю, прибегая к карательной психиатрии и тюремному заключению. Обозреватель Hartford Courant Эдвард Дж. Фут назвал книгу Буковского очередным ужасающим документом, составляющим часть обвинительного заключения в адрес советской социалистической системы. По мнению автора статьи, ни один читатель не останется равнодушным к этой хронике о том, как один русский человек решил упрямо оставаться несоветским (англ. unSoviet). Многие рецензенты оценили юмор Буковского, отражённый в повествовании.
Политик Рональд Рейган в своём выступлении по радио 29 июня 1979 года высоко оценил книгу, назвав её важным свидетельством жизни советских диссидентов. Он отметил яркое описание репрессивной системы СССР, включающее тюрьмы и психиатрические больницы, а также роль международного внимания в поддержке политзаключённых. Рейган подчеркнул значимость книги в разоблачении утопичности коммунистической идеологии и показал, что, несмотря на годы пропаганды, советские люди не утратили способности к сопротивлению. Он указал, что в борьбе за свободу поддержка диссидентов может быть более эффективной, чем дипломатические компромиссы.
Писатель Виктор Некрасов в выступлении на радио «Свобода» в 1979 году высоко отозвался о книге Буковского, назвав его прекрасным писателем. Некрасов отмечал, что автор написал книгу, от которой невозможно оторваться и в которой «вырисовывается облик самого автора». Он также отметил, что Буковскому в своей работе удалось рассказать о лагерях и тюрьмах то, чего не знали опытные читатели подобной литературы. В своём предисловии к первому изданию в СССР 1990 года Алексей Аджубей называет книги Буковского трудным чтением: по его определению книга «кричит о трагической судьбе молодого человека, восставшего против зла и насилия сталинского тоталитаризма над личностью и личностями». Обращая внимание на природу размышлений Буковского, основанную на абсолютном неприятии социализма как общественного строя и разделяя многие положения книги, Аджубей вместе с тем упрекает автора в мыслях о незыблемости строя, не подверженного демонтажу без варианта кровавой резни и гражданской войны на рубеже веков.
Известный польский диссидент Адам Михник остался в восторге от автобиографии Буковского, назвав её абсолютным шедевром диссидентской литературы. Признавая историю жизни Буковского непростой, Михник не почувствовал в ней и намёка на мученичество: «у меня возникло ощущение, что этот парень мог в одиночку полностью свергнуть власть Империи». По мнению Михника, ни одна другая диссидентская биография не говорит о судьбе и состоянии диссидента так точно, мудро и правдиво. Делая комплиментарное сравнение «Ветра» с книгой Вацлава Гавела «Сила бессильных», Михник признаёт совершенным рассказ Буковского о его сопротивлении.
По мнению обозревателя Дмитрия Травина, эта книга была написана в первую очередь для западных читателей, выдержав множество заграничных изданий прежде, чем была опубликована на родине писателя. Однако в этой ориентированности на незнакомого с советской жизню читателя Травин увидел особую ценность для новых поколений россиян, не заставших СССР.
Описывая книги «И возвращается ветер…» Владимира Буковского и «Полдень» Натальи Горбаневской, Григорий Дашевский в своём обзоре размышляет о чувстве странной промежуточности во время чтения этих книг. По его мнению, эти книги не воспринимаются как просто исторические документы, поскольку окончательная дистанция между прошлым и настоящим ещё не установлена. Автор рецензии отмечает, что канонизация нонконформизма и его героев остаётся необходимым условием для окончательного преодоления наследия несвободы. Книга Буковского, как и её автор, пишет Дашевский, воспринимаются не только как часть прошлого, но и как символы будущего, когда героическое несогласие вновь обретёт общественное значение. Сам Буковский в интервью 2007 года считал, что его книга вновь приобретает актуальность, когда в России возвращаются модели и черты советского общества. В статье «Новой газеты» 2024 года Виктория Артемьева находит уже больше параллелей между прошлым и настоящим: «Удивляться совпадениям „сейчас“ и „тогда“ давно уже стало дурным тоном — и всё-таки когда читаешь описания Владимирской колонии, пыток, методов допроса, а уж тем более процедуры обмена, не можешь то и дело не бить себя по колену: это же сегодняшние слова!».

## Влияние
В своей автобиографической книге «В подполье можно встретить только крыс…» известный диссидент Пётр Григоренко несколько раз цитирует «И возвращается ветер…», в подкрепление своей позиции по описываемым им в тексте политическим событиям.
В письме Владимиру Буковскому, датированном маем 1984 года, польский профсоюзный активист Збигнев Буяк называет книгу невероятной и вселяющей энтузиазм, потому что она показывает, что всё ещё есть люди, готовые сражаться за правду. В этом письме он сообщает, что собирается распространять книгу в Польше. Вдохновившись текстом Буковского, Буяк пишет: «Ваша книга позволяет выйти за рамки клише, укоренившегося в умах многих поляков, клише, которое гласит, что русские — люди с рабским мышлением, и для них большевизм — лишь естественное продолжение их истории».
Политик Владимир Кара-Мурза-младший, выступивший инициатором выдвижения Буковского кандидатом в президенты РФ на выборах 2008 года, назвал «И возвращается ветер…» одной из самых важных книг в своей жизни, рассказав, что перечитал её после ареста 2022 года и рекомендовал её другим арестантам, остававшимся под неизменным впечатлением после её прочтения. По мнению Кара-Мурзы, книга вплоть до мельчайших деталей читается как актуальная хроника и сегодня. Одним из ключевых моментов в наследии диссидентов Кара-Мурза считает описанный в книге подход к запугиванию их арестами, что вызывало «неудержимое желание выйти вперед и крикнуть: „Вот он — я! Берите — я следующий. Вас никто не боится!“». На пресс-конференции 2 августа 2024 года, посвящённой обмену заключёнными между Россией и странами Запада, Владимир Кара-Мурза цитировал строки из последних страниц книги: «Ни посадить по закону не могут, ни освободить. Весёлое государство, не соскучишься». Кара-Мурза назвал книгу нравственным камертоном на все времена для всех поколений. В своей рецензии он отмечает, что в «Ветре» описана история, «которая существовала параллельно официальной и была намного реальнее и намного страшнее; портрет жестокой, бесчеловечной системы, исчезновение которой сегодня модно называть „геополитической катастрофой“». Важнейшая же особенность книги, по мнению Кара-Мурзы, в том, что вся она пропитана нравственным протестом автора против лжи, лицемерия, равнодушия и молчаливого согласия.

## Издания
На русском языке
- Владимир Буковский. И возвращается ветер…. — Нью-Йорк: Хроника, 1978. — 390 с.
- Владимир Буковский. «И возвращается ветер…» Письма русского путешественника. — М.: НИИО «Демократическая Россия», 1990. — 464 с. — 100 000 экз. — ISBN 5-235-01826-5.
- Владимир Буковский. И возвращается ветер…. — М.: Захаров, 2007. — 400 с. — (Биографии и мемуары). — 5000 экз. — ISBN 978-5-8159-0749-2.
- Владимир Буковский. И возвращается ветер…. — М.: Новое издательство, 2007. — 348 с. — (Свободный человек). — 1000 экз. — ISBN 978-5-98379-090-2.
- Владимир Буковский. И возвращается ветер…. — М.: Альпина Паблишер, 2024. — 485 с. — 3000 экз. — ISBN 978-5-9614-9361-0.

На других языках
- Vladimir Boukovsky. …et le vent reprend ses tours : Ma vie de dissident. — Éditions du Rocher, 1978. — 406 p. — ISBN 978-2-221-00128-8.
- Vladimir Bukovskij. Il vento va e poi ritorna. — Milano: Feltrinelli, 1978. — 404 p.
- Vladimir Bukovsky. To build a castle: my life as a dissenter. — New York: The Viking Press, 1979. — 438 p. — ISBN 0-670-71640-5.
- Wladimir Bukowski. Wind vor dem Eisgang. — Berlin: Ullstein, 1981. — 445 p. — ISBN 978-3-548-38018-6.
- Vladimir Bukovsky. El dolor de la libertad : cartas de un viajero ruso. — Buenos Aires: Emece, 1983. — 241 p. — ISBN 978-9-5004-0178-4.
- Władimir Bukowski. I powraca wiatr…. — London: Polonia, 1983. — 316 с. — ISBN 978-0-9023-5225-4.